# Parrocchie della diocesi di Albenga-Imperia
Le parrocchie della Diocesi di Albenga-Imperia sono 355 distribuite in un'area che comprende comuni della provincia di Savona  e della provincia di Imperia su una superficie di 979 km², con 173.000 abitanti, 163 parrocchie di cui 86 nella provincia di Imperia e 77 a Savona

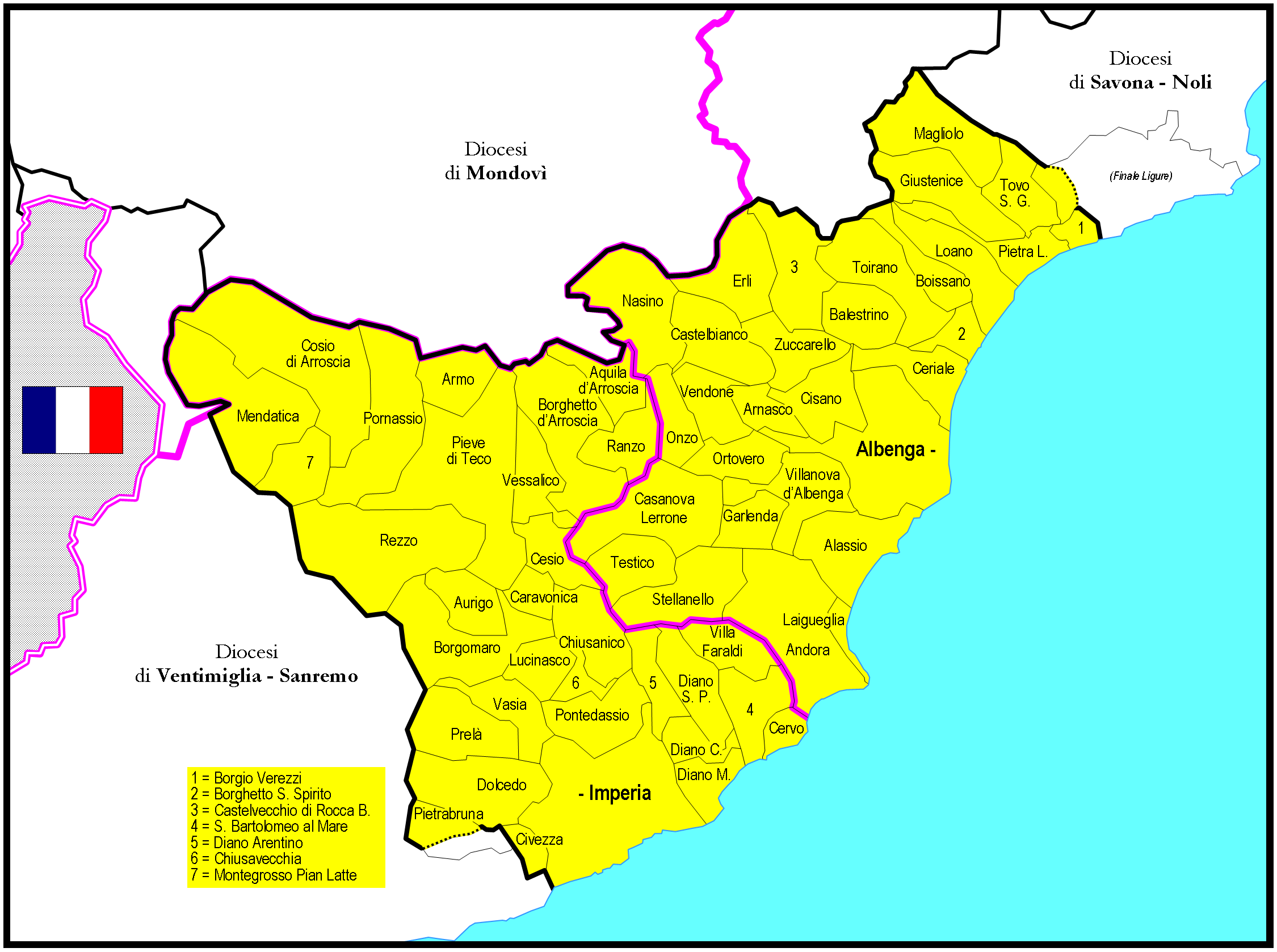
Territorio della diocesi di Albenga-Imperia

## Provincia di Imperia
Aquila d'Arroscia
Santa Reparata
Armo
Natività di Maria Santissima
Aurigo
Natività di Maria Vergine e San Bernardo (capoluogo e Poggialto)
Borghetto d'Arroscia
San Marco Evangelista
San Colombano (Gavenola)
San Bernardino Da Siena (Gazzo)
San Bernardo (Leverone)
Santi Antonio Abate, Lorenzo e Giovanni Battista (Ubaga, Ubaghetta e Montecalvo)
Borgomaro
Sant'Antonio Abate e San Bernardino Da Siena (capoluogo, Candeasco e Maro Castello)
Natività di Maria Vergine (Conio)
San Lazzaro (San Lazzaro Reale)
San Pietro in Vincoli (Ville San Pietro)
Santi Nazario e Celso (Ville San Sebastiano)
Caravonica
Santi Michele e Bartolomeo (capoluogo e San Bartolomeo di Caravonica)
Cervo
San Giovanni Battista
Cesio
Santi Lucia e Benedetto (capoluogo e Arzeno d’Oneglia)
Chiusanico
Santo Stefano
Sant'Andrea (Gazzelli)
San Martino (Torria)
Chiusavecchia
San Biagio e San Francesco di Sales
Santi Vincenzo e Anastasio e Presentazione della Beata Vergine Maria al Tempio (Sarola e Olivastri)
Civezza
San Marco
Cosio di Arroscia
San Pietro
Diano Arentino
Santa Margherita e San Bernardo (capoluogo e Evigno)
San Michele (Diano Borello)
Diano Castello
San Nicola di Bari
Diano Marina
Sant'Antonio Abate
Santi Anna e Giacomo (Diano Serreta e Diano Calderina)
San Leonardo e San Nicola (Diano Gorleri)
Diano San Pietro
San Pietro
Natività di Maria Vergine e Santa Lucia (Borganzo e Roncagli)
Dolcedo
San Tommaso
Sant'Agostino e San Mauro (Lecchiore e Bellissimi)
Imperia
Cristo Re
San Benedetto Revelli
San Giovanni Battista
San Giuseppe
San Luca Evangelista
San Maurizio e Compagni Martiri - Concattedrale
Sacra Famiglia
San Sebastiano (Artallo)
Sant'Agata (Borgo Sant’Agata)
San Michele (Borgo d’Oneglia)
Santi Simone e Giuda (Cantalupo)
San Bartolomeo (Caramagna Ligure)
Santa Maria Maggiore (Castelvecchio di Santa Maria Maggiore)
Sant'Antonio Abate (Costa d’Oneglia)
San Bernardo (Moltedo)
Santissima Annunziata (Montegrazie)
San Bernardo (Oliveto)
Nostra Signora Assunta (Piani)
Nostra Signora della Neve (Poggi)
San Giorgio (Torrazza)
Lucinasco
Santo Stefano e Sant'Antonino
San Pantaleone (Borgoratto)
Mendatica
Santi Nazario e Celso
Montegrosso Pian Latte
San Biagio
Pietrabruna
Santi Matteo e Gregorio
Pieve di Teco
San Giovanni Battista
San Giacomo Maggiore (Acquetico)
San Giorgio (Calderara)
Nostra Signora Assunta e San Martino (Moano e Trovasta)
San Michele (Nirasca)
Pontedassio
Santa Margherita
San Michele e San Sebastiano (Bestagno)
San Matteo (Villa Guardia)
Nostra Signora Assunta (Villa Viani)
Pornassio
San Dalmazzo
Prelà
San Giovanni Battista (Molini)
Santissima Annunziata (Tavole)
Santi Gervasio e Protasio (Valloria)
San Michele (Villatalla)
Ranzo
Nostra Signora Assunta e S. Donato (capoluogo e Bacelega)
San Bernardo (Costa Bacelega)
Rezzo
San Martino
Nostra Signora Assunta (Cenova)
Sant'Antonio Abate (Lavina)
San Bartolomeo al Mare
San Bartolomeo
San Mauro e San Giacomo Maggiore (Chiappa)
Nostra Signora della Neve (Pairola)
Vasia
Sant'Antonio Abate, San Giacomo e San Nicola (capoluogo e Prelà Castello)
Trasfigurazione di Nostro Signore e San Sebastiano (Pantasina e Casa Carli)
Vessalico
Santa Maria Maddalena e Santi Processo, Martiniano e Matteo (capoluogo, Lenzari e Siglioli)
Villa Faraldi
San Lorenzo e Sant'Antonio Abate (capoluogo e Tovo Faraldi)
Trasfigurazione di Nostro Signore e San Bernardo (Riva Faraldi e Deglio Faraldi)

## Provincia di Savona
Alassio
Sant'Ambrogio
Santa Maria Immacolata
San Vincenzo Ferreri
San Sebastiano (Moglio)
Santissima Annunziata (Solva)
Albenga
San Bernardino da Siena
San Michele Arcangelo - Cattedrale
Sacro Cuore
Santissima Annunziata (Bastia)
Santi Fabiano e Sebastiano (Campochiesa)
Nostra Signora Assunta (Leca)
Santa Margherita d'Antiochia (Lusignano)
San Giacomo Maggiore (Salea)
Santi Simone e Giuda (San Fedele)
San Giorgio (San Giorgio)
Andora
Cuore Immacolato di Maria (Marina di Andora)
Santa Matilde (Marina di Andora)
San Bartolomeo (San Bartolomeo)
San Giovanni Battista (San Giovanni)
San Pietro (San Pietro)
Sant'Andrea (Conna)
Santissima Trinità (Rollo)
Arnasco
Nostra Signora Assunta
Balestrino
Sant'Andrea
Boissano
Santa Maria Maddalena
Borghetto Santo Spirito
Sant'Antonio Da Padova
San Matteo
Borgio Verezzi
San Pietro (Borgio)
San Martino (Verezzi)
Casanova Lerrone
Sant'Antonino
San Giovanni Battista (Bassanico)
San Luca (Degna)
Santi Apostoli Pietro e Paolo (Marmoreo)
Santi Antonio Abate e Giuliano (Vellego)
Castelbianco
Nostra Signora Assunta
Castelvecchio di Rocca Barbena
Nostra Signora Assunta
Nostra Signora della Neve (Vecersio)
Ceriale
Santi Giovanni Battista ed Eugenio
San Giovanni Battista (Peagna)
Cisano sul Neva
Santa Maria Maddalena
San Nicolò di Bari (Cenesi)
Sant'Alessandro (Conscente)
Erli
Santa Caterina
Finale Ligure
San Bartolomeo (Gorra)
San Giovanni Decollato (Olle)
Garlenda
Natività di Maria Santissima
Giustenice
Santi Lorenzo e Michele
Laigueglia
San Matteo
Loano
San Giovanni Battista
Santa Maria Immacolata (dei Cappuccini)
San Pio X
Santa Maria delle Grazie (Verzi)
Magliolo
Sant'Antonio Abate
Nasino
San Giovanni Battista
Onzo
San Martino
Ortovero
San Silvestro
Santi Stefano e Matteo (Pogli e Bosco)
Pietra Ligure
Nostra Signora del Soccorso
San Nicolò
San Bernardo (Ranzi)
Stellanello
Santi Cosma e Damiano (San Damiano)
San Gregorio Magno (San Gregorio)
Santi Lorenzo e Bernardino Da Siena (San Lorenzo e Villarelli)
Nostra Signora Assunta (Santa Maria)
Santi Vincenzo e Anastasio (San Vincenzo)
Testico
Santi Apostoli Pietro e Paolo e San Bernardo (capoluogo e Ginestro)
Toirano
San Martino
San Bernardo (Carpe)
Tovo San Giacomo
San Giacomo Maggiore
San Sebastiano (Bardino Nuovo)
San Giovanni Battista (Bardino Vecchio)
Vendone
Sant'Antonino
Nostra Signora della Neve (Curenna)
Villanova d'Albenga
Santo Stefano
San Bernardo (Ligo)
Zuccarello
San Bartolomeo